# Andrzej Chodkowski
Andrzej Chodkowski (* 25. února 1932, Varšava) je polský muzikolog.

## Životopis
V roce 1958 ukončil studium muzikologie u Zofie Lissy a Józefa Michała Chomińského na Varšavské univerzitě. V roce 1964 získal doktorát za práci Klasyczna forma sonatowa w twórczości kameralnej Ludwiga van Beethovena. V letech 1951 až 1986 vyučoval na Ústavu hudební vědy na univerzitě ve Varšavě, v letech 1976-1988 byl vedoucím katedry všeobecných dějin hudby. V letech 1986-1988 působil jako profesor na Hochschule für Musik und darstellende Kunst ve Štýrském Hradci, v letech 1994-2000 byl profesorem na Akademii múzických umění ve Varšavě. V současné době vyučuje na hudební škole v Gdaňsku.
V letech 1956-1959 působil v ústavu umění Polské akademie věd jako asistent a zástupce šéfredaktora čtvrtletníku Muzyka. Ve své pedagogické a výzkumné činnosti se zabývá historií hudby v 18. a 19. století a teorií hudební formy.

## Dílo
- O twórczości Sergiusza Prokofiewa: studia i materialy, 1962
- Giovanni Adolfo Hasse e la tarda opera napoletana in Polonia, 1990, spoluautor Zbigniew Zawadzki